# Marco de Canaveses
Marco de Canaveses este un oraș în Districtul Porto, Portugalia.